# Magwe FC
Magwe FC is een voetbalclub uit Magway, Myanmar. Magwe FC speelt in de Myanmar National League, de eerste voetbalklasse in Myanmar.

## Bekende (ex-)spelers
- Murilo de Almeida

## Erelijst
- MFF Cup : 2016 (1x)

Ayeyawady United ·
Hanthawaddy United · 
Magwe · 
Myawady · 
Rakhine United · 
Sagaing United · 
Shan United · 
Southern Myanmar · 
Yadanabon · 
Yangon United · 
GFA · 
Zwegabin United